# Eberstadt (Lich)
Eberstadt ist einer von neun Stadtteilen der Stadt Lich im mittelhessischen Landkreis Gießen. Der Ort liegt 6 km südwestlich der Kernstadt am nördlichen Rand der Wetterau entlang der Landesstraße L 3053 Butzbach—Lich und unweit der Bundesautobahn 45 nahe dem Gambacher Kreuz.

## Ortsgeschichte

### Vor- und Frühgeschichte
Es bestand westlich/nordwestlich des Friedhofes schon im Neolithikum eine Ansiedlung von etwa zwanzig Wohnstellen. Sie wurde im Jahr 1911/12 entdeckt. Eine reiche Anzahl von Grabungsfunden wie Schalen, Äxte, Becher, Mahlsteine, befindet sich heute im Oberhessischen Museum in Gießen.
Unweit des Ortes verlief in römischer Zeit der Limes und an ihm befand sich, in Richtung Arnsburg gelegen, das Kastell Arnsburg. 1919/20 wurden an der Straße in Richtung Münzenberg auch die Fundamente einer römischen villa rustica entdeckt. Weiterhin dürfte sich auf der Anhöhe in der Nähe des Wasserbehälters ein hölzerner Wachtturm befunden haben.

### Mittelalter
Die ersten Erwähnungen des Ortes stammen aus dem 8. Jahrhundert. Im Codex Eberhardi findet sich eine Schenkung des Bouzerich an das Kloster Fulda, welches auf die Zeit zwischen 750 und 802 verweist: „... tradidit sancto Bonifacio in Eberstat hubam unam“ (er hat dem Heiligen Bonifatius eine Hube in Eberstat geschenkt.)
In einem weiteren Kopiar, dem Lorscher Codex, wird die Schenkung eines Heriman „in Euirestat“ vom 8. Mai 788 festgehalten. Darin schenkt Heriman dem Kloster Lorsch zwei Huben mit einem Gebäude und 25 Leibeigenen. Das ist die erste genau datierte urkundliche Erwähnung des Ortes. Zudem heißt es 788: „... in pago Wetdereiba in uilla Euiristat.“ (Im Gau Wetterau im Dorf Eberstadt.) Hier wird erstmals die Siedlungsform villa für den Ort genannt.
790 schenkt der Kleriker Dorolf dem Lorscher Kloster Besitz in fünf Orten, darunter in Eberstadt. Schließlich folgte 804 die Schenkung des Warburg an das Kloster in sechs Orten, darunter in Eberstadt. In einer Lorscher Hubenliste sind 6 Huben genannt, von denen eine der villicus besaß. Der villicus war der Herrenhof der Villikation des Klosters.
Der Ortsname bezieht sich auf den Rufnamen Ebur.
1253 wird erstmals Besitz des Klosters Arnsburg erwähnt. Der große Besitz des Klosters entstand aus Erwerbungen der Mönche und gehörte nicht zur Erstausstattung durch die Stifterfamilie. Obwohl so beabsichtigt, entwickelte sich aus der „curia“ keine Grangie.

### Neuzeit
Da sich im Zuge der Reformation die zuständigen Landesherren, die Grafen von Solms-Hohensolms dem Calvinismus zugewandt hatten, wurde im Dreißigjährigen Krieg die Region arg beeinträchtigt. Eberstadt hatte Mannen und Gelder zu erbringen, viermal wechselte die Landesherrschaft, zweimal kam es infolgedessen zum Wechsel der Konfession gemäß derer des jeweiligen Landesherren – „Cuius regio, eius religio.“ Weiteres Leid brachte das Pestjahr 1635. Zu den Pestopfern gehörte der Eberstädter Pfarrer Johannes Venator (lateinisch für Jäger). Dessen Sohn Georg Venator, damals Pfarrer in Wölfersheim, schrieb über das Schicksal seiner Familie:

„Zu Lich aber und aller orthen sein sie uf begeren Ehrlich, mit christlichen cermonien zu Erden bestattet worden, unter diesen auch mein Vater Dr. Johannes Venator, ein sehr treuer Diener der Kirche zu Eberstadt durch 53 Jahre hindurch, über 85 Jahre alt, starb zu Lich mit meinem Bruder Johannes, Solmsischen Sekretär, dessen Gattin, ebenso Schwester Elisabeth, Stiefmutter und anderen. Diese alle haben zu Lich im Laufe eines monaths in dem Herrn ihr Leben beendet.“

Im Hessischen Krieg von 1645 bis 1647 wurde Eberstadt mit Kontributionen belegt.
Der Anschluss an die in den Jahren von 1902 bis 1904 errichtete Butzbach-Licher Eisenbahn bedeutete einen großen Fortschritt, nicht nur für den Personenverkehr, sondern vielmehr für den Transport landwirtschaftlicher Produkte, vor allem von Zuckerrüben. Der Bahnbetrieb wurde in den 1970er Jahren eingestellt. Durch einen großen Zuzug von Flüchtlingen vor allem aus dem Sudetenland verdoppelte sich nach 1945 die Einwohnerzahl von Eberstadt nahezu, mehrheitlich um Katholiken, die sich in Eigenleistung und mit Unterstützung der ortsansässigen Protestanten ihren eigenen Glaubens- und Heimatpunkt – zunächst provisorisch – errichteten.
Eine erste Schule dürfte bereits Mitte des 16. Jahrhunderts bestanden haben, ein erstes eigenständiges Schulgebäude wird 1636 erwähnt. 1812 kam es zum Bau des Schulhauses in der Butzbacher Straße 5, das auch als Gemeindeamt diente. Nach dem Zweiten Weltkrieg und vielen Provisorien konnte 1960 die „neue“ Schule ihrer Bestimmung übergeben werden.
Die alte Schule fungierte bis zur Eingemeindung als Gemeindeamt. Seit der Eingemeindung besuchen die Eberstädter Kinder die Schulen in Lich. Das nur so kurz als Schule genutzte Gebäude ist heute das Dorfgemeinschaftshaus von Eberstadt.
Hessische Gebietsreform (1970–1977)
Zum 1. Februar 1971 wurde die bis dahin selbständige Gemeinde Eberstadt im Zuge der Gebietsreform in Hessen in Stadt Lich auf freiwilliger Basis eingemeindet. Für Eberstadt wurde, wie für alle Stadtteile von Lich, ein Ortsbezirk eingerichtet.

### Verwaltungsgeschichte im Überblick
Die folgende Liste zeigt die Staaten und Verwaltungseinheiten, denen Eberstadt angehört(e):
- 788: Fränkisches Reich, Wetter(g)au
- vor 1718: Heiliges Römisches Reich, Grafschaft  Solms-Hohensolms, Amt Niederweisel
- ab 1718: Heiliges Römisches Reich, Grafschaft Solms-Hohensolms-Lich, Amt Niederweisel
- ab 1792: Heiliges Römisches Reich, Fürstentum Solms-Hohensolms-Lich, Amt Niederweisel
- ab 1806: Großherzogtum Hessen,[Anm. 2] Oberfürstentum Hessen, Amt Niederweisel (des Fürsten Solms-Hohensolms-Lich)[17]
- ab 1815: Fürstentum Oberhessen, Amt Niederweisel (des Fürsten Solms-Hohensolms-Lich)[18]
- ab 1820: Großherzogtum Hessen, Provinz Oberhessen, Amt Niederweisel[Anm. 3]
- ab 1822: Großherzogtum Hessen, Provinz Oberhessen, Landratsbezirk Hungen[19][Anm. 4]
- ab 1837: Großherzogtum Hessen, Provinz Oberhessen, Kreis Grünberg
- ab 1848: Großherzogtum Hessen, Regierungsbezirk Friedberg
- ab 1852: Großherzogtum Hessen, Provinz Oberhessen, Kreis Gießen
- ab 1867: Norddeutscher Bund,[Anm. 5] Großherzogtum Hessen, Provinz Oberhessen, Kreis Gießen
- ab 1871: Deutsches Reich, Großherzogtum Hessen, Provinz Oberhessen, Kreis Gießen
- ab 1918: Deutsches Reich (Weimarer Republik), Volksstaat Hessen, Provinz Oberhessen, Kreis Gießen
- ab 1938: Deutsches Reich, Volksstaat Hessen, Landkreis Gießen[20][Anm. 6]
- ab 1945: Amerikanische Besatzungszone,[Anm. 7] Groß-Hessen, Regierungsbezirk Darmstadt, Landkreis Gießen
- ab 1946: Amerikanische Besatzungszone, Hessen, Regierungsbezirk Darmstadt, Landkreis Gießen
- ab 1949: Bundesrepublik Deutschland, Hessen, Regierungsbezirk Darmstadt, Landkreis Gießen
- ab 1971: Bundesrepublik Deutschland, Hessen, Regierungsbezirk Darmstadt, Landkreis Gießen, Stadt Lich[Anm. 8]
- ab 1977: Bundesrepublik Deutschland, Hessen, Regierungsbezirk Darmstadt, Lahn-Dill-Kreis, Stadt Lich
- ab 1979: Bundesrepublik Deutschland, Hessen, Regierungsbezirk Darmstadt, Landkreis Gießen, Stadt Lich
- ab 1981: Bundesrepublik Deutschland, Hessen, Regierungsbezirk Gießen, Landkreis Gießen, Stadt Lich

### Gerichte seit 1803
In der Landgrafschaft Hessen-Darmstadt wurde mit Ausführungsverordnung vom 9. Dezember 1803 das Gerichtswesen neu organisiert. Für das Fürstentum Oberhessen (ab 1815 Provinz Oberhessen) wurde das „Hofgericht Gießen“ eingerichtet. Es war für normale bürgerliche Streitsachen Gericht der zweiten Instanz, für standesherrliche Familienrechtssachen und Kriminalfälle die erste Instanz. Übergeordnet war das Oberappellationsgericht Darmstadt. Die Rechtsprechung der ersten Instanz wurde durch die Ämter bzw. Standesherren vorgenommen und somit war für Eberstadt ab 1806 das „Patrimonialgericht der Fürsten Solms-Hohensolms-Lich“ in Lich zuständig. Nach der Gründung des Großherzogtums Hessen 1806 wurden die Aufgaben der ersten Instanz 1821–1822 im Rahmen der Trennung von Rechtsprechung und Verwaltung auf die neu geschaffenen Land- bzw. Stadtgerichte übertragen. Ab 1822 ließen die Fürsten Solms-Hohensolms-Lich ihre Rechte am Gericht durch das Großherzogtum Hessen in ihrem Namen ausüben. „Landgericht Lich“ war daher die Bezeichnung für das erstinstanzliche Gericht, das für Eberstadt zuständig war. Auch auf sein Recht auf die zweite Instanz, die durch die Justizkanzlei in Hungen ausgeübt wurde, verzichtete der Fürst 1823. Erst infolge der Märzrevolution 1848 wurden mit dem „Gesetz über die Verhältnisse der Standesherren und adeligen Gerichtsherren“ vom 15. April 1848 die standesherrlichen Sonderrechte endgültig aufgehoben.
Anlässlich der Einführung des Gerichtsverfassungsgesetzes mit Wirkung vom 1. Oktober 1879, infolge derer die bisherigen großherzoglichen Landgerichte durch Amtsgerichte an gleicher Stelle ersetzt wurden, während die neu geschaffenen Landgerichte nun als Obergerichte fungierten, kam es zur Umbenennung in „Amtsgericht Lich“ und Zuteilung zum Bezirk des Landgerichts Gießen.
Am 1. Juni 1934 wurde das Amtsgericht Lich aufgelöst und Eberstadt dem Amtsgericht Butzbach zugeteilt. 2004 wurde das Amtsgericht Butzbach aufgelöst und in das Amtsgericht Friedberg integriert.

## Bevölkerung

### Einwohnerstruktur 2011
Nach den Erhebungen des Zensus 2011 lebten am Stichtag, dem 9. Mai 2011, in Eberstadt 798 Einwohner. Darunter waren 12 (1,5 %) Ausländer. Nach dem Lebensalter waren 114 Einwohner unter 18 Jahren, 318 zwischen 18 und 49, 198 zwischen 50 und 64 und 168 Einwohner waren älter. Die Einwohner lebten in 351 Haushalten. Davon waren 96 Singlehaushalte, 105 Paare ohne Kinder und 105 Paare mit Kindern, sowie 39 Alleinerziehende und 6 Wohngemeinschaften. In 72 Haushalten lebten ausschließlich Senioren und in 231n Haushaltungen lebten keine Senioren.

### Einwohnerentwicklung
| Eberstadt: Einwohnerzahlen von 1830 bis 2020 | Eberstadt: Einwohnerzahlen von 1830 bis 2020 | Eberstadt: Einwohnerzahlen von 1830 bis 2020 | Eberstadt: Einwohnerzahlen von 1830 bis 2020 | Eberstadt: Einwohnerzahlen von 1830 bis 2020 |
| --- | -------------------------------------------- | -------------------------------------------- | -------------------------------------------- | -------------------------------------------- |
| Jahr |                                              |                                              |                                              | Einwohner                                    |
| 1830 | 1830                                         |                                              | 437                                          | 437                                          |
| 1834 | 1834                                         |                                              | 457                                          | 457                                          |
| 1840 | 1840                                         |                                              | 467                                          | 467                                          |
| 1846 | 1846                                         |                                              | 506                                          | 506                                          |
| 1852 | 1852                                         |                                              | 517                                          | 517                                          |
| 1858 | 1858                                         |                                              | 516                                          | 516                                          |
| 1864 | 1864                                         |                                              | 500                                          | 500                                          |
| 1871 | 1871                                         |                                              | 516                                          | 516                                          |
| 1875 | 1875                                         |                                              | 500                                          | 500                                          |
| 1885 | 1885                                         |                                              | 516                                          | 516                                          |
| 1895 | 1895                                         |                                              | 497                                          | 497                                          |
| 1905 | 1905                                         |                                              | 472                                          | 472                                          |
| 1910 | 1910                                         |                                              | 520                                          | 520                                          |
| 1925 | 1925                                         |                                              | 515                                          | 515                                          |
| 1939 | 1939                                         |                                              | 505                                          | 505                                          |
| 1946 | 1946                                         |                                              | 803                                          | 803                                          |
| 1950 | 1950                                         |                                              | 979                                          | 979                                          |
| 1956 | 1956                                         |                                              | 884                                          | 884                                          |
| 1961 | 1961                                         |                                              | 863                                          | 863                                          |
| 1967 | 1967                                         |                                              | 874                                          | 874                                          |
| 1970 | 1970                                         |                                              | 879                                          | 879                                          |
| 1980 | 1980                                         |                                              | ?                                            | ?                                            |
| 1988 | 1988                                         |                                              | 835                                          | 835                                          |
| 2000 | 2000                                         |                                              | ?                                            | ?                                            |
| 2008 | 2008                                         |                                              | 848                                          | 848                                          |
| 2011 | 2011                                         |                                              | 798                                          | 798                                          |
| 2015 | 2015                                         |                                              | 842                                          | 842                                          |
| 2020 | 2020                                         |                                              | 853                                          | 853                                          |
| Datenquelle: Historisches Gemeindeverzeichnis für Hessen: Die Bevölkerung der Gemeinden 1834 bis 1967. Wiesbaden: Hessisches Statistisches Landesamt, 1968. Weitere Quellen: 1970:; 1988–2012:; nach 2010: Stadt Lich; Zensus 2011 |                                              |                                              |                                              |                                              |

Im Jahr 1961 wurden die folgenden Erwerbspersonen gezählt: 578 in Land- und Forstwirtschaft; 186 im produzierenden Gewerbe; 42 in Handel, Verkehr und Nachrichtenübermittlung; 32 im Dienstleistungsbereich oder sonstigen Gewerbe.

### Historische Religionszugehörigkeit
| • 1830: | 437 evangelische Einwohner                  |
| • 1961: | 578 evangelische, 278 katholische Einwohner |

## Politik
Für den Stadtteil Eberstadt besteht ein Ortsbezirk (Gebiete der ehemaligen Gemeinde Eberstadt) mit Ortsbeirat und Ortsvorsteher nach der Hessischen Gemeindeordnung.
Der Ortsbeirat besteht aus sieben Mitgliedern. Bei den Kommunalwahlen in Hessen 2021 betrug die Wahlbeteiligung zum Ortsbeirat 59,69 %. Dabei wurden gewählt: fünf Mitglieder der „Freien Wähler“ (FW) und zwei Mitglieder des Bündnis 90/Die Grünen. Der Ortsbeirat wählte Klaus Biermann (FW) zum Ortsvorsteher.

## Sehenswürdigkeiten
- Evangelische Kirche Eberstadt von 1692/93 auf den Grundmauern eines vermutlich aus dem 14. Jahrhundert stammenden Vorgängerbaus mit kunsthistorisch wertvoller Kanzel von 1693. Zwei Glocken des Geläuts stammen noch aus vorreformatorischer Zeit.
- Pfaffenhof, in vollendetem Fachwerk errichtetes Herrenhaus des ursprünglich zum Kloster Arnsburg gehörenden Gutshofes, erbaut 1698.
- Katholische Kirche St. Maria Immaculata, in Eigenleistung der nach 1945 nach Eberstadt gelangten Katholiken aus dem Sudetenland und Schlesien errichtet. 1955 konsekriert wurden die ursprünglichen Holzwände in den 1980er Jahren durch Steinwände ersetzt.
- Weitere Fachwerkbauten im alten Ortskern.

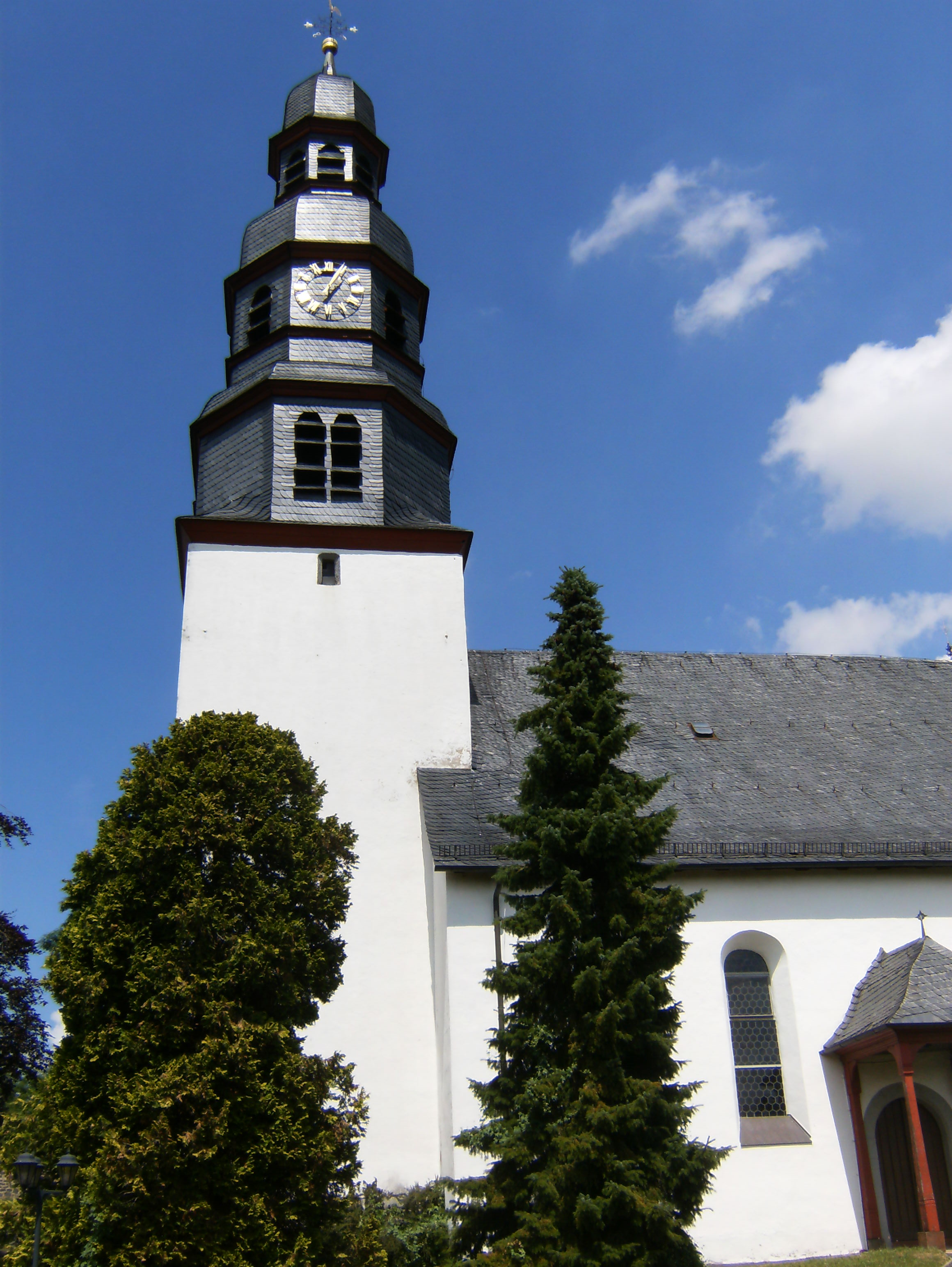
Evangelische Kirche Eberstadt
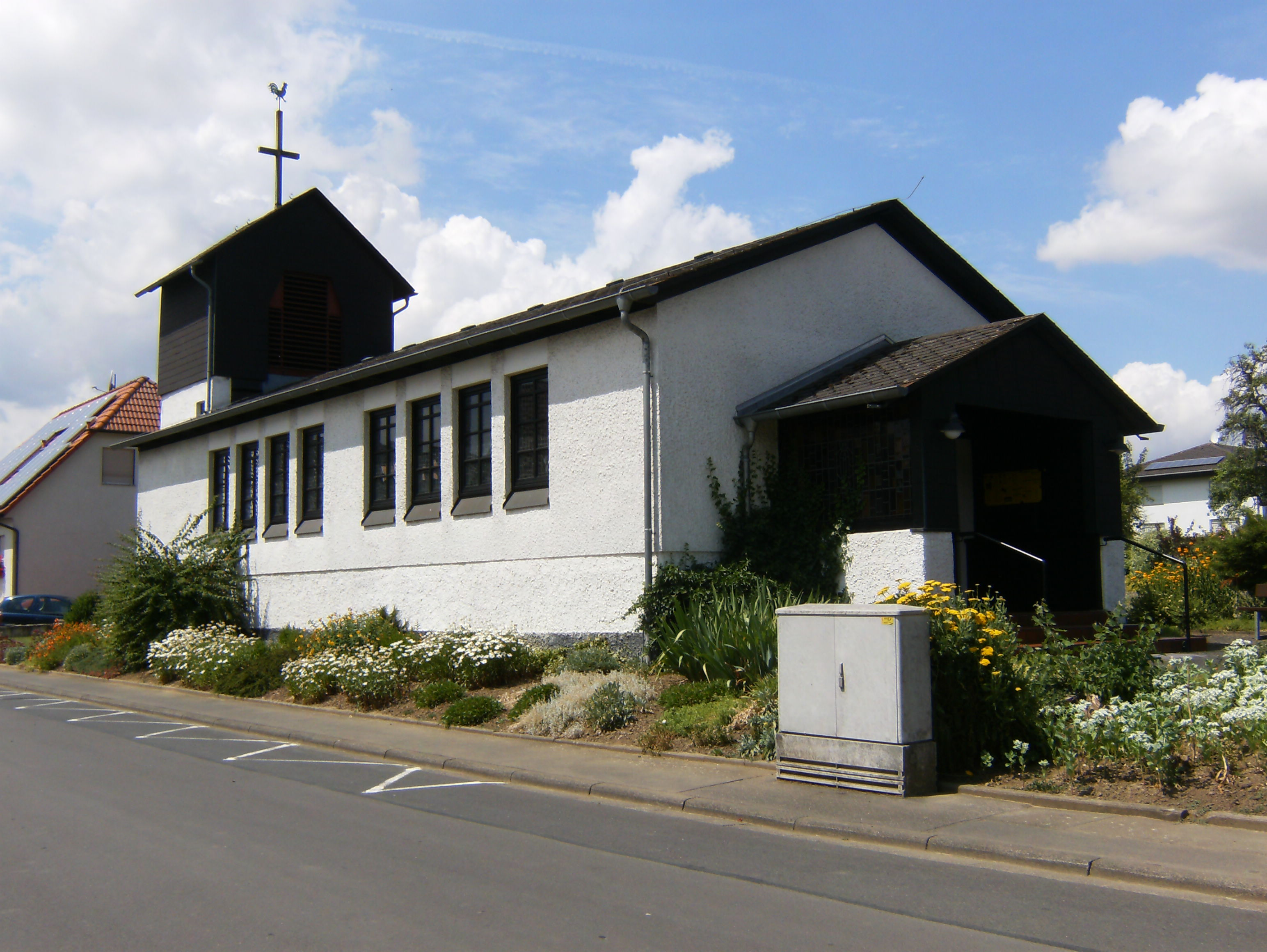
Katholische Kirche St. Maria Immaculata